# 신호준
신호준(2004년 10월 21일 ~ )은 KBO 리그 kt wiz의 투수이다.

## 출신 학교
- 대현초등학교 → 백마초등학교
- 원당중학교 → 포항중학교
- 경주고등학교